# 카오시움
카오시움(Chaosium Inc.)은 그레그 스태퍼드(Greg Stafford)가 1975년에 설립한 테이블톱 롤플레잉 게임 출판사이다. 카오시움의 주요 타이틀로는 H. P. 러브크래프트의 공포 소설을 기반으로 한 크툴루의 부름, 룬퀘스트 글로란타 등이 있다.
카오시움의 제품 라인 중 다수는 문학적 출처를 기반으로 한다. 스태퍼드 자신은 "역사상 가장 장식된 게임 디자이너 중 한 명" 및 "게임의 대무당"으로 묘사되었지만, 라이너 크니치아, 샌디 피터슨 등 여러 다른 주목할만한 게임 디자이너가 카오시움을 위해 글을 썼다.